# Izpolnjena želja
Izpolnjena želja (angleško Wish Upon A Star) je ameriški film iz leta 1996. Režiral ga je Blair Treu, glavni vlogi v njem pa sta zaigrali Katherine Heigl in Danielle Harris. 

## Vsebina
Film opisuje zgodbo dveh popolnoma različnih sester. Mlajša Hayley je zatopljena v knjige in učenje, starejša Alexia pa se na šolo požvižga in svoj prosti čas raje preživlja s svojim fantom. Nekega večera dekleti zagledata zvezdni utrinek. Naslednji dan se zbudita in presenečeno ugotovita, da je prišlo ponoči do skrivnostne zamenjave – Hayley se zbudi v Alexinem telesu, Alexia pa v Hayleyjinem.

## Zanimivosti
Čeprav igra Danielle Harris v filmu mlajšo sestro Hayley, je v resnici starejša od svoje soigralke Katherine Heigl, ki upodablja njeno starejšo sestro.